# Dictionnaire amoureux
« Dictionnaire amoureux » est une collection d'ouvrages qui, bien que prenant la forme d'un ensemble d'articles classés par ordre alphabétique et sans structure linéaire (d'où leur titre de dictionnaires), n'ont pas vocation à être de nature encyclopédique, mais plutôt des essais, à caractère subjectif (d'où le qualificatif amoureux). La collection, créée en 2000, a été fondée et est dirigée par Jean-Claude Simoën, rejoint ensuite par Ghislaine Bavoillot. Elle est publiée chez Plon, et certains ouvrages de la collection sont édités en collaboration avec d'autres maisons d'édition.

## Histoire
Simoën a eu l'idée de ce concept en étant l'éditeur en 1997 d'un livre de Dominique Fernandez, Le Voyage d'Italie, qui prenait déjà la forme d'un abécédaire et était déjà sous-titré Dictionnaire amoureux.

## Succès auprès du public et de la critique
Chaque année, il se vend 250 000 exemplaires d'ouvrages de cette collection. Chaque ouvrage se vend en moyenne à 30 000 exemplaires. Le plus gros succès a été le Dictionnaire amoureux du vin de Bernard Pivot, qui s'est vendu à 140 000 exemplaires. Plusieurs autres ont dépassé les 50 000 exemplaires : le Dictionnaire amoureux des chats de Frédéric Vitoux, le Dictionnaire amoureux du rugby de Daniel Herrero, le Dictionnaire amoureux de Venise de Philippe Sollers, ou encore le Dictionnaire amoureux du rock d'Antoine de Caunes.
Plusieurs ouvrages de cette collection ont reçu des prix littéraires :
- en 2003, le Dictionnaire amoureux de l'Amérique d'Yves Berger a reçu le prix Renaudot de l'essai ;
- en 2006, le Dictionnaire amoureux de l'Espagne de Michel del Castillo a reçu le prix Méditerranée ;
- en 2006, le Dictionnaire amoureux du vin de Bernard Pivot a reçu le Gourmand Award du meilleur livre sur le vin, et en 2007, le prix Millésime aux Lauriers verts de la Forêt des livres ;
- en 2008, le Dictionnaire amoureux des chats de Frédéric Vitoux a reçu le prix Dictionnaire aux Lauriers verts de la Forêt des livres ;
- en 2008, le Dictionnaire amoureux de la France de Denis Tillinac a reçu le prix littéraire de l'Armée de terre - Erwan Bergot et le prix Maurice-Genevoix ;
- en 2013, le Dictionnaire amoureux de Marcel Proust de Jean-Paul Enthoven et Raphaël Enthoven a reçu le prix Femina essai ;
- en 2014, le Dictionnaire amoureux de la laïcité de Henri Peña-Ruiz a reçu le Prix national de la laïcité (remis par le Comité Laïcité République) et le Prix de l'initiative laïque (remis par la CASDEN, la MAIF et la MGEN)[7].
- en 2020, le Dictionnaire amoureux de Joseph Kessel d'Olivier Weber a reçu le Prix de l'Académie des littératures 1900-1950.
- en 2025, le Dictionnaire amoureux des cafés de Jean-Marie Gourio a reçu le Prix littéraire de l'Académie Rabelais.

## Auteurs
Plusieurs auteurs publiés dans la collection ont rédigé deux Dictionnaires différents ou plus :
- trois Dictionnaires : Malek Chebel, Dominique Fernandez (dont un en deux volumes, soit quatre volumes), Denis Tillinac ;
- deux Dictionnaires : Alain Bauer, Jean-Claude Carrière, Jacques Lacarrière, Alain Rey et Jean Tulard.

La collection compte également, ou a compté, parmi ses auteurs, neuf membres de l’Académie française : Xavier Darcos, Alain Decaux, Jean-François Deniau, Dominique Fernandez, Max Gallo, Pierre-Jean Remy et Danièle Sallenave, Frédéric Vitoux, Pierre Rosenberg.

## Liste des ouvrages

### Éditions originales
À partir de 2004, sauf mention contraire, les illustrations sont d'Alain Bouldouyre.

#### 2000
- Dictionnaire amoureux de la chasse, par Dominique Venner, 586 p. (ISBN 2-259-19308-0) édité erroné  (ISBN 2-259-19198-3) rectifié

#### 2001
- Dictionnaire amoureux de l'Inde, par Jean-Claude Carrière (ill. de l'auteur), 455 p.  (ISBN 2-259-18204-6)
- Dictionnaire amoureux de la Grèce, par Jacques Lacarrière, 597 p.  (ISBN 2-259-19076-6)
- Dictionnaire amoureux de l'Égypte, par Robert Solé (ill. Julien Solé), 477 p.  (ISBN 2-259-19189-4)

#### 2002
- Dictionnaire amoureux de la mer, par Jean-François Deniau (ill. de l'auteur), 556 p.  (ISBN 2-259-19394-3)
- Dictionnaire amoureux de la justice, par Jacques Vergès, 780 p.  (ISBN 2-259-19556-3)

#### 2003
- Dictionnaire amoureux de l'Amérique, par Yves Berger, 556 p.  (ISBN 2-259-19404-4)
- Dictionnaire amoureux de la cuisine, par Alain Ducasse (avec la collab. de Sylvie Girard-Lagorce, ill. Florine Asch), 560 p.  (ISBN 2-259-19713-2)
- Dictionnaire amoureux du rugby, par Daniel Herrero (ill. Roger Blachon), 517 p.  (ISBN 2-259-19877-5) ; éd. revue, corrigée et augmentée, 2007, 573 p.  (ISBN 978-2-259-20651-8)

#### 2004
- Dictionnaire amoureux de la Russie, par Dominique Fernandez (ill. Catherine Dubreuil), 857 p.  (ISBN 2-259-19517-2)
- Dictionnaire amoureux de Venise, par Philippe Sollers, 481 p.  (ISBN 2-259-19719-1)
- Dictionnaire amoureux de l'islam, par Malek Chebel, 714 p.  (ISBN 2-259-19799-X)
- Dictionnaire amoureux de l'opéra, par Pierre-Jean Remy (ill. Elsie Herberstein), 1076 p.  (ISBN 2-259-19802-3)
- Dictionnaire amoureux du spectacle, par Jérôme Savary, 557 p.  (ISBN 2-259-19898-8)

#### 2005
- Dictionnaire amoureux des menus plaisirs, par Alain Schifres, 459 p.  (ISBN 2-259-19698-5)
- Dictionnaire amoureux de l'Espagne, par Michel del Castillo (ill. Catherine Dubreuil), 408 p.  (ISBN 2-259-19705-1)
- Dictionnaire amoureux de la science, par Claude Allègre, co-éd. avec Fayard, 1020 p.  (ISBN 2-259-19983-6)
- Dictionnaire amoureux des héros, par Patrick Cauvin, 698 p.  (ISBN 2-259-20052-4)
- Dictionnaire amoureux de l'Amérique latine, par Mario Vargas Llosa (trad. Albert Bensoussan), 743 p.  (ISBN 2-259-20258-6)

#### 2006
- Dictionnaire amoureux du vin, par Bernard Pivot, 476 p.  (ISBN 2-259-19733-7)
- Dictionnaire amoureux de la Provence, par Peter Mayle (trad.  Christophe Mercier, ill. Daniel Casanave), 487 p.  (ISBN 2-259-19972-0)
- Dictionnaire amoureux de la mythologie, par Jacques Lacarrière, 555 p.  (ISBN 2-259-20229-2)
- Dictionnaire amoureux des trains, par Jean des Cars, 782 p.  (ISBN 2-259-20340-X)
- Dictionnaire amoureux du golf, par André-Jean Lafaurie, 572 p.  (ISBN 2-259-20407-4)

#### 2007
- Dictionnaire amoureux de Naples, par Jean-Noël Schifano, 579 p.  (ISBN 978-2-259-20231-2)
- Dictionnaire amoureux du Louvre, par Pierre Rosenberg, 958 p.  (ISBN 978-2-259-20403-3)
- Dictionnaire amoureux du Tour de France, par Christian Laborde, 425 p.  (ISBN 978-2-259-20433-0)

#### 2008
- Dictionnaire amoureux de Marseille, par Paul Lombard, 579 p.  (ISBN 978-2-259-20362-3)
- Dictionnaire amoureux de la France, par Denis Tillinac, 395 p.  (ISBN 978-2-259-20569-6)
- Dictionnaire amoureux de la médecine, par Bernard Debré, 598 p.  (ISBN 978-2-259-20571-9)
- Dictionnaire amoureux des chats, par Frédéric Vitoux, 721 p.  (ISBN 978-2-259-20686-0)
- Dictionnaire amoureux de la gastronomie, par Christian Millau, 771 p.  (ISBN 978-2-259-20698-3)
- Dictionnaire amoureux de l'Italie, par Dominique Fernandez, 2 vol. 755 et 843 p.  (ISBN 978-2-259-20948-9)

#### 2009
- Dictionnaire amoureux de la Bible, par Didier Decoin (ill. Audrey Malfione), 662 p.  (ISBN 978-2-259-20101-8)
- Dictionnaire amoureux du ciel et des étoiles, par Trinh Xuan Thuan (ill. Catherine Dubreuil), 1076 p.  (ISBN 978-2-259-20111-7)
- Dictionnaire amoureux des langues, par Claude Hagège, co-éd. avec Odile Jacob, 732 p.  (ISBN 978-2-259-20409-5)
- Dictionnaire amoureux du judaïsme, par Jacques Attali, 536 p.  (ISBN 978-2-259-20597-9)
- Dictionnaire amoureux du Mexique, par Jean-Claude Carrière (ill. de l'auteur), 507 p.  (ISBN 978-2-259-20798-0)
- Dictionnaire amoureux du cinéma, par Jean Tulard, 721 p.  (ISBN 978-2-259-20831-4)
- Dictionnaire amoureux de l'Égypte pharaonique, par Pascal Vernus, 974 p.  (ISBN 978-2-259-19091-6)

#### 2010
- Dictionnaire amoureux des explorateurs, par Michel Le Bris, 1024 p.  (ISBN 978-2-259-20238-1)
- Dictionnaire amoureux d'Alexandre Dumas, par Alain Decaux, 636 p.  (ISBN 978-2-259-21105-5)
- Dictionnaire amoureux de De Gaulle, par Michel Tauriac, 514 p.  (ISBN 978-2-259-21040-9)
- Dictionnaire amoureux de Jérusalem, par Jean-Yves Leloup, 942 p.  (ISBN 978-2-259-20663-1)
- Dictionnaire amoureux de l'Alsace, par Gilles Pudlowski, 800 p.  (ISBN 978-2-259-20947-2)
- Dictionnaire amoureux de la Palestine, par Elias Sanbar, 481 p.  (ISBN 978-2-259-20943-4)
- Dictionnaire amoureux de la franc-maçonnerie, par Alain Bauer, 484 p.  (ISBN 978-2-259-21120-8)
- Dictionnaire amoureux des “Mille et Une Nuits”, par Malek Chebel, 918 p.  (ISBN 978-2-259-21036-2)
- Dictionnaire amoureux du rock, par Antoine de Caunes, 719 p.  (ISBN 978-2-259-20575-7)

#### 2011
- Dictionnaire amoureux des dictionnaires, par Alain Rey, 998 p.  (ISBN 978-2-259-20511-5)
- Dictionnaire amoureux de l'histoire de France, par Max Gallo, 493 p.  (ISBN 978-2-259-20996-0)
- Dictionnaire amoureux du catholicisme, par Denis Tillinac, 634 p.  (ISBN 978-2-259-20939-7)
- Dictionnaire amoureux de la télévision, par Jacques Chancel, 710 p.  (ISBN 978-2-259-21222-9)
- Dictionnaire amoureux de la Rome antique, par Xavier Darcos, 756 p.  (ISBN 978-2-259-21245-8)
- Dictionnaire amoureux du Brésil, par Gilles Lapouge, 659 p.  (ISBN 978-2-259-20925-0)
- Dictionnaire amoureux de la politique, par Philippe Alexandre, 567 p.  (ISBN 978-2-259-21007-2)
- Dictionnaire amoureux du bonheur, nouvelle édition du Dictionnaire amoureux des menus plaisirs, par Alain Schifres, 572 p.  (ISBN 978-2-259-21487-2)
- Dictionnaire amoureux de la France, nouvelle édition, par Denis Tillinac, 492 p.  (ISBN 978-2-259-20569-6)

#### 2012
- Dictionnaire amoureux de l'Algérie, par Malek Chebel, 788 p.  (ISBN 978-2-259-21236-6)
- Dictionnaire amoureux de Napoléon, par Jean Tulard, 594 p.  (ISBN 978-2-259-21199-4)
- Dictionnaire amoureux du cheval, par Homéric, 794 p.  (ISBN 978-2-259-21197-0)
- Dictionnaire amoureux de la musique, par André Tubeuf, 693 p.  (ISBN 978-2-259-21597-8)
- Dictionnaire amoureux des jardins, par Alain Baraton, 584 p.  (ISBN 978-2-259-20856-7)
- Dictionnaire amoureux de l'humour, par Jean-Loup Chiflet, 720 p.  (ISBN 978-2-259-21212-0)
- Dictionnaire amoureux de l'opéra, par Alain Duault, 1073 p.  (ISBN 978-2-259-21520-6)
- Dictionnaire amoureux de Stendhal, par Dominique Fernandez, 820 p.  (ISBN 978-2-259-21094-2)

#### 2013
- Dictionnaire amoureux du crime, par Alain Bauer, 940 p.  (ISBN 978-2-259-21121-5)
- Dictionnaire amoureux de la Bretagne, par Yann Queffélec, 785 p.  (ISBN 978-2-259-18610-0)
- Dictionnaire amoureux de Marcel Proust, par Jean-Paul Enthoven et Raphaël Enthoven, 729 p.  (ISBN 978-2-259-21110-9)
- Dictionnaire amoureux des dieux et des déesses, par Catherine Clément, , 798 p.  (ISBN 978-2-259-21974-7)
- Dictionnaire amoureux de Versailles, par Franck Ferrand, 557 p.  (ISBN 978-2-259-21189-5)
- Dictionnaire amoureux de la Chine, par José Frèches, 1055 p.  (ISBN 978-2-259-20982-3)
- Dictionnaire amoureux du diable, par Alain Rey, 975 p.  (ISBN 978-2-259-21733-0)

#### 2014
- Dictionnaire amoureux de la laïcité, par Henri Peña-Ruiz, 910 p.  (ISBN 978-2-259-21595-4)
- Dictionnaire amoureux de la Loire, par Danièle Sallenave, 977 p.  (ISBN 978-2-259-21744-6)
- Dictionnaire amoureux de la Résistance, par Gilles Perrault, 504 p.  (ISBN 978-2-259-21835-1)
- Dictionnaire amoureux du Liban, par Alexandre Najjar, 850 p.  (ISBN 978-2-259-21924-2)
- Dictionnaire amoureux de l'art moderne et contemporain, par Pierre Nahon, 679 p.  (ISBN 978-2-259-22760-5)
- Dictionnaire amoureux des faits divers, par Didier Decoin, 820 p.  (ISBN 978-2-259-21206-9)
- Dictionnaire amoureux de la langue française, par Jean-Loup Chiflet, 736 p.  (ISBN 978-2-259-22157-3)
- Dictionnaire amoureux du piano, par Olivier Bellamy, 713 p.  (ISBN 978-2-259-21231-1)
- Dictionnaire amoureux du Québec, par Denise Bombardier, 392 p.  (ISBN 978-2-259-21797-2)

#### 2015
- Dictionnaire amoureux de la Bourgogne, par Jean-Robert Pitte, 392 p.  (ISBN 978-2-259-21923-5)
- Dictionnaire amoureux de la Méditerranée, par Richard Millet, 806 p.  (ISBN 978-2-259-21972-3)
- Dictionnaire amoureux du journalisme, par Serge July, 917 p.  (ISBN 978-2-259-20599-3)
- Dictionnaire amoureux de Jésus, par Jean-Christian Petitfils, 768 p.  (ISBN 978-2-259-21796-5)
- Dictionnaire amoureux de Paris, par Nicolas d'Estienne d'Orves, 716 p.  (ISBN 978-2-259-21749-1)
- Dictionnaire amoureux du théâtre, par Christophe Barbier, 1178 p.  (ISBN 978-2-259-21980-8)
- Dictionnaire amoureux de la Belgique, par Jean-Baptiste Baronian, 772 p.  (ISBN 978-2-259-22317-1)
- Dictionnaire amoureux de François Mitterrand, par Jack Lang, 464 p.  (ISBN 978-2-259-24139-7)

#### 2016
- Dictionnaire amoureux de la liberté, par Mathieu Laine, 848 p.  (ISBN 978-2-259-22146-7)
- Dictionnaire amoureux de Shakespeare, par François Laroque, 800 p.  (ISBN 978-2-259-22769-8)
- Dictionnaire amoureux des papes, par Bernard Lecomte, 640 p.  (ISBN 978-2-259-22056-9)
- Dictionnaire amoureux de l'Orient, par René Guitton, 800 p.  (ISBN 978-2-259-22743-8)
- Dictionnaire amoureux de la chanson française, par Bertrand Dicale, 760 p.  (ISBN 978-2-259-22996-8)
- Dictionnaire amoureux des écrivains et de la littérature, par Pierre Assouline, 896 p.  (ISBN 978-2-259-22818-3)
- Dictionnaire amoureux de Tintin, par Albert Algoud, 800 p.  (ISBN 978-2-259-24138-0)
- Dictionnaire amoureux de Saint-Pétersbourg, par Vladimir Fédorovski, 656 p.  (ISBN 978-2-259-24845-7)
- Dictionnaire amoureux de l'architecture, par Jean-Michel Wilmotte, 800 p.  (ISBN 978-2-259-21807-8)
- Dictionnaire amoureux de l'École, par Xavier Darcos, 656 p.  (ISBN 978-2-259-22759-9)

#### 2017
- Dictionnaire amoureux de San-Antonio, par Éric Bouhier, 720 p.  (ISBN 978-2-259-24342-1)
- Dictionnaire amoureux de la République, par Jean-Louis Debré, 736 p.  (ISBN 978-2-259-24966-9)
- Dictionnaire amoureux de la Suisse, par Metin Arditi, 624 p.  (ISBN 978-2-259-24944-7)
- Dictionnaire amoureux de l'Afrique, par Hervé Bourges, 866 p.  (ISBN 978-2-259-24879-2)
- Dictionnaire amoureux de Mozart, par Ève Ruggieri, 864 p.  (ISBN 978-2-259-21041-6)
- Dictionnaire amoureux de l'enfance et de l'adolescence, par Marcel Rufo, 555 p.  (ISBN 978-2-259-22325-6)
- Dictionnaire amoureux de l'humour juif, par Adam Biro, 785 p.  (ISBN 978-2-259-23029-2)
- Dictionnaire amoureux de la psychanalyse, par Élisabeth Roudinesco, 592 p.  (ISBN 978-2-259-21607-4)
- Dictionnaire amoureux de la vie, par Nicole Le Douarin, 798 p.  (ISBN 978-2-25920951-9)
- Dictionnaire amoureux des reines, par Évelyne Lever, 624 p.  (ISBN 978-2-259-21540-4)

#### 2018
- Dictionnaire amoureux du jazz, par Patrice Blanc-Francard, 635 p.  (ISBN 978-2-259-24842-6)
- Dictionnaire amoureux de Bordeaux, par Alain Juppé, 598 p.  (ISBN 978-2-259-21229-8)
- Dictionnaire amoureux de la philosophie, par Luc Ferry, 1600 p.  (ISBN 978-2-259-21111-6)
- Dictionnaire amoureux des sixties, par Gérard de Cortanze, 705 p.  (ISBN 978-2-259-23057-5)
- Dictionnaire amoureux du festival de Cannes, par Gilles Jacob, 804 p.  (ISBN 978-2-259-25154-9)
- Dictionnaire amoureux de la mer, par Yann Queffélec, 672 p.  (ISBN 978-2-259-24335-3)
- Dictionnaire amoureux du Nord, par Jean-Louis Fournier, 624 p.  (ISBN 978-2-259-25308-6)

#### 2019
- Dictionnaire amoureux de l'esprit français, par Metin Arditi, 669 p.  (ISBN 978-2-259-26329-0)
- Dictionnaire amoureux des Saints, par Christiane Rancé, 725 p.  (ISBN 978-2-259-24862-4)
- Dictionnaire amoureux de Jean d'Ormesson, par Jean-Marie Rouart, 451 p.  (ISBN 978-2-259-27677-1)
- Dictionnaire amoureux de Joseph Kessel, par Olivier Weber, 1073 p.  (ISBN 978-2-259-25282-9)
- Dictionnaire amoureux de l'Ovalie, par Daniel Herrero, 577 p.  (ISBN 978-2-259-26841-7)
- Dictionnaire amoureux du patrimoine, par Pierre de Lagarde et Olivier de Lagarde, 779 p.  (ISBN 978-2-259-25322-2)
- Dictionnaire amoureux de la diplomatie, par Daniel Jouanneau, 912 p.  (ISBN 978-2-259-25272-0)
- Dictionnaire amoureux de New York, par Serge July, 773 p.  (ISBN 978-2-259-24841-9)
- Dictionnaire amoureux des monarchies, par Jean des Cars, 446 p.  (ISBN 978-2-259-25162-4)
- Dictionnaire amoureux de l'Allemagne, par Michel Meyer, 869 p.  (ISBN 978-2-259-22324-9)

#### 2020
- Dictionnaire amoureux de Montaigne, par André Comte-Sponville, 633 p.  (ISBN 978-2-259-27789-1)
- Dictionnaire amoureux du Général, par Denis Tillinac, 460 p.  (ISBN 978-2-259-26474-7)
- Dictionnaire amoureux des îles, par Hervé Hamon, 708 p.  (ISBN 978-2-259-24876-1)
- Dictionnaire amoureux de la voile, par Loïck Peyron avec Jean-Louis Le Touzet, 527 p.  (ISBN 978-2-259-26459-4)
- Dictionnaire amoureux du polar, par Pierre Lemaitre (ill. Christian De Metter), 808 p.  (ISBN 978-2-259-25310-9)
- Dictionnaire amoureux du tennis, par Laurent Binet et Antoine Benneteau, 566 p.  (ISBN 978-2-259-27686-3)
- Dictionnaire amoureux de la géopolitique, par Hubert Védrine, 518 p.  (ISBN 978-2-259-26333-7)

#### 2021
- Dictionnaire amoureux de l'inutile, par François et Valentin Morel (ill. Christine Morel), 528 p.  (ISBN 978-2-259-26472-3)
- Dictionnaire amoureux des arbres, par Alain Baraton, 438 p.  (ISBN 978-2-259-25108-2)
- Dictionnaire amoureux des mathématiques, par André Deledicq et Mickaël Launay, schémas d'André Deledicq, Mickaël Launay et Francis Casiro, 732 p.  (ISBN 978-2-259-26486-0)
- Dictionnaire amoureux du parfum, par Élisabeth de Feydeau, 866 p.  (ISBN 978-2-259-27764-8 et 978-2-259-31145-8)
- Dictionnaire amoureux de l'archéologie, par Anne Lehoërff  (ISBN 978-2-259-28385-4)
- Dictionnaire amoureux du Japon, par Richard Collasse (ill. Alain Bouldouyre et Mei Amélie Collasse), 1 275 p.  (ISBN 978-2-259-24344-5)
- Dictionnaire amoureux de Chopin, par Olivier Bellamy, 532 p.  (ISBN 978-2-259-24875-4)
- Dictionnaire amoureux de l'entreprise et des entrepreneurs, sous la direction de Denis Zervudacki, 726 p.  (ISBN 978-2-259-30772-7)
- Dictionnaire amoureux de Molière, par Francis Huster, 653 p.  (ISBN 978-2-259-25968-2)

#### 2022
- Dictionnaire amoureux d'Istanbul, par Metin Arditi, 530 p.  (ISBN 978-2-259-30690-4)
- Dictionnaire amoureux de la Corse, par Patrice Franceschi
- Dictionnaire amoureux de l'Ukraine, par Tetiana Andrushchuk et Danièle Georget, 418 p.  (ISBN 978-2-259-31286-8)
- Dictionnaire amoureux de l'humour juif, par Adam Biro
- Dictionnaire amoureux de la belle époque et des années folles, par Benoît Duteurtre
- Dictionnaire amoureux de l'éloquence par Mathilde Levesque
- Dictionnaire amoureux de la bêtise par François Rollin
- Dictionnaire amoureux des oiseaux par Allain Bougrain-Dubourg
- Dictionnaire amoureux de la coupe du monde par Vincent Duluc
- Dictionnaire amoureux des musées par Anne-Laure Béatrix

#### 2023
- Dictionnaire amoureux du mauvais goût par Nicolas d'Estienne d'Orves
- Dictionnaire amoureux de l'espionnage par Vincent Jauvert

### Rééditions
Certains ouvrages de la collection ont été réédités au Grand Livre du mois :
- 2000 : Dictionnaire amoureux de la chasse, par Dominique Venner  (ISBN 2-7028-6255-1)
- 2001 : Dictionnaire amoureux de la Grèce, par Jacques Lacarrière  (ISBN 2-7028-6532-1)
- 2001 : Dictionnaire amoureux de l'Inde, par Jean-Claude Carrière  (ISBN 2-7028-4823-0)
- 2001 : Dictionnaire amoureux de l'Égypte, par Robert Solé  (ISBN 2-7028-4894-X)
- 2005 : Dictionnaire amoureux de la science, par Claude Allègre  (ISBN 2-286-01283-0)
- 2006 : Dictionnaire amoureux de la Provence, par Peter Mayle  (ISBN 2-286-02091-4)
- 2006 : Dictionnaire amoureux du vin, par Bernard Pivot  (ISBN 2-286-02675-0)
- 2007 : Dictionnaire amoureux du Louvre, par Pierre Rosenberg  (ISBN 978-2-286-04003-1)
- 2008 : Dictionnaire amoureux des chats, par Frédéric Vitoux  (ISBN 978-2-286-04794-8)
- 2009 : Dictionnaire amoureux du judaïsme, par Jacques Attali  (ISBN 978-2-286-05418-2)
- 2009 : Dictionnaire amoureux des langues, par Claude Hagège  (ISBN 978-2-286-05464-9)
- 2009 : Dictionnaire amoureux du ciel et des étoiles, par Trinh Xuan Thuan  (ISBN 978-2-286-05747-3)
- 2010 : Dictionnaire amoureux de De Gaulle, par Michel Tauriac  (ISBN 978-2-286-06557-7)
- 2011 : Dictionnaire amoureux de l'histoire de France, par Max Gallo  (ISBN 978-2-286-08054-9)

et chez France Loisirs :
- 2007 : Dictionnaire amoureux du vin, par Bernard Pivot  (ISBN 978-2-298-00312-3)
- 2007 : Dictionnaire amoureux des trains, par Jean des Cars  (ISBN 978-2-298-00544-8)
- 2008 : Dictionnaire amoureux de la France, par Denis Tillinac  (ISBN 978-2-298-01587-4)
- 2009 : Dictionnaire amoureux des chats, par Frédéric Vitoux  (ISBN 978-2-298-01835-6)
- 2010 : Dictionnaire amoureux de la Bible, par Didier Decoin  (ISBN 978-2-298-03630-5)

et chez Plon, en version abrégée :
- 2013 : Dictionnaire amoureux du vin, par Bernard Pivot, 249 p.  (ISBN 978-2-08-129784-5)
- 2013 : Dictionnaire amoureux des chats, par Frédéric Vitoux, 249 p.  (ISBN 978-2-08-129783-8)
- 2014 : Dictionnaire amoureux de Venise, par Philippe Sollers, 249 p.  (ISBN 978-2-0813-4293-4)
- 2020 : Dictionnaire amoureux des chats, par Frédéric Vitoux, 249 p.  (ISBN 978-2-08-020675-6)

et en format livre de poche, chez Pocket, sous le titre Petit dictionnaire amoureux :
- 2013 : Petit dictionnaire amoureux des chats, par Frédéric Vitoux, 619 p.  (ISBN 978-2-266-22907-4)
- 2013 : Petit dictionnaire amoureux de Venise, par Philippe Sollers, Pocket no 15168, 430 p.  (ISBN 978-2-266-22906-7)
- 2013 : Petit dictionnaire amoureux du rock, par Antoine de Caunes, Pocket no 15569, 606 p.  (ISBN 978-2-266-23992-9)
- 2013 : Petit dictionnaire amoureux de la gastronomie, par Christian Millau, Pocket no 15570, 640 p.  (ISBN 978-2-266-23993-6)
- 2013 : Petit dictionnaire amoureux de l'histoire de France, par Max Gallo, Pocket no 15571, 475 p.  (ISBN 978-2-266-23994-3)
- 2013 : Petit dictionnaire amoureux de l'Inde, par Jean-Claude Carrière, Pocket no 15573, 442 p.  (ISBN 978-2-266-23996-7)
- 2014 : Petit dictionnaire amoureux de la Bible, par Didier Decoin, Pocket no 15170, 574 p.  (ISBN 978-2-266-22908-1)
- 2014 : Petit dictionnaire amoureux du catholicisme, par Denis Tillinac, Pocket no 15574, 474 p.  (ISBN 978-2-266-23997-4)
- 2014 : Petit dictionnaire amoureux de la France, par Denis Tillinac, Pocket no 15606, 450 p.  (ISBN 978-2-266-24071-0)
- 2014 : Petit dictionnaire amoureux des trains, par Jean des Cars, Pocket no 15675, 620 p.  (ISBN 978-2-266-24301-8)
- 2014 : Petit dictionnaire amoureux de l'Espagne, par Michel del Castillo, Pocket no 15939, 372 p.  (ISBN 978-2-266-24908-9)
- 2014 : Petit dictionnaire amoureux du ciel et des étoiles, par Trinh Xuan Thuan, Pocket no 15940, 807 p.  (ISBN 978-2-266-24909-6)
- 2014 : Petit dictionnaire amoureux des langues, par Claude Hagège, Pocket no 16031, 594 p.  (ISBN 978-2-266-24911-9)
- 2014 : Petit dictionnaire amoureux de Napoléon, par Jean Tulard, Pocket no 16032, 515 p.  (ISBN 978-2-266-25267-6)
- 2014 : Petit dictionnaire amoureux du judaïsme, par Jacques Attali, Pocket no 16034, 561 p.  (ISBN 978-2-266-25272-0)
- 2015 : Petit dictionnaire amoureux de la télévision, par Jacques Chancel, Pocket no 16292, 590 p.  (ISBN 978-2-266-25850-0)
- 2015 : Petit dictionnaire amoureux des jardins, par Alain Baraton, Pocket no 16321, 494 p.  (ISBN 978-2-266-25955-2)
- 2015 : Petit dictionnaire amoureux du rugby, par Daniel Herrero, Pocket no 16327, 502 p.  (ISBN 978-2-266-25960-6)
- 2015 : Petit dictionnaire amoureux de De Gaulle, par Michel Tauriac, Pocket no 16328, 449 p.  (ISBN 978-2-266-25961-3)

et chez Plon dans la collection « L'Abeille »  (ISSN 2727-8360) :
- 2019 : Dictionnaire amoureux de Marcel Proust, par Jean-Paul et Raphaël Enthoven, no 2, 744 p.  (ISBN 978-2-259-28217-8)
- 2020 : Dictionnaire amoureux de la langue française, par Jean-Loup Chiflet, no 7, 729 p.  (ISBN 978-2-259-28292-5)
- 2020 : Dictionnaire amoureux de la Bretagne, par Yann Queffélec, no 9, 778 p.  (ISBN 978-2-259-28345-8)
- 2020 : Dictionnaire amoureux de l'Inde, par Jean-Claude Carrière, no 10, 524 p.  (ISBN 978-2-259-28361-8)
- 2020 : Dictionnaire amoureux de la Résistance, par Gilles Perrault, no 15, 524 p.  (ISBN 978-2-259-28381-6)
- 2020 : Dictionnaire amoureux de l'histoire de France, par Max Gallo, no 18, 492 p.  (ISBN 978-2-259-30442-9)
- 2020 : Dictionnaire amoureux de Mozart, par Ève Ruggieri, no 25, 844 p.  (ISBN 978-2-259-30461-0)
- 2021 : Dictionnaire amoureux de Venise, par Philippe Sollers, no 31, 489 p.  (ISBN 978-2-259-30515-0)
- 2021 : Dictionnaire amoureux de l'islam, par Malek Chebel, no 35, 749 p.  (ISBN 978-2-259-30593-8)
- 2021 : Dictionnaire amoureux du Festival de Cannes, par Gilles Jacob, no 37, 856 p.  (ISBN 978-2-259-28341-0)
- 2021 : Dictionnaire amoureux de Paris, par Nicolas d'Estienne d'Orves, no 40, 685 p.  (ISBN 978-2-259-30644-7)
- 2021 : Dictionnaire amoureux de l'esprit français, par Metin Arditi, no 43  (ISBN 978-2-259-30715-4)
- 2021 : Dictionnaire amoureux de l'Espagne, par Michel Del Castillo, no 49, 420 p.  (ISBN 978-2-259-30777-2)
- 2022 : Dictionnaire amoureux de la République, par Jean-Louis Debré, no 53, 726 p.  (ISBN 978-2-259-31036-9)
- 2022 : Dictionnaire amoureux des faits divers, par Didier Decoin, no 55, 853 p.  (ISBN 978-2-259-31038-3)
- 2025: Dictionnaire amoureux des cafés, par Jean-Marie Gourio, n°138, 676 p.  (ISBN 978-2-259-31816-7)